# Hypnum sakuraii
Hypnum sakuraii là một loài Rêu trong họ Hypnaceae. Loài này được (Sakurai) Ando mô tả khoa học đầu tiên năm 1958.